# Université de l'Illinois à Springfield
L'université de l'Illinois à Springfield (UIS) est un campus de l'université de l'Illinois, situé à Springfield.
Elle compte 3 000 étudiants de premier cycle universitaire et 2 500 aux deuxième et troisième cycles universitaires.

## Histoire
L'université a été fondée sous le nom de « Sangamon State University » en 1970.
Il a été renommé en 1995 lorsqu'il a été annexé au système de l'Université de l'Illinois.